# 李景讓
李景让，字后己，唐朝太原文水人。李憕曾孙，李彭之孙，李宏之子。
李景让性情方毅有操守，年轻时与崔龟从、李从晦、裴休友善。元和年间，进士登第。唐敬宗初年，转任右拾遗。淮南节度使王播贿赂知枢密王守澄钱十万缗，请求重新兼任盐铁转运使。长庆四年（824年）十二月初九，李景让和谏议大夫独孤朗、张仲方、起居郎柳公权、孔敏行、起居舍人宋申锡、补阙韦仁实、刘敦儒、拾遗薛廷老联名上奏，请求开延英殿，当面向敬宗揭发王播的奸邪行为，于是知名。沈传师为江西观察使，表请他作为副手。李景让与沈传师的其他僚佐萧寘、杜牧，在当时有崇高之誉。太和年间为尚书郎，出为商州刺史。开成二年（837年），入朝为中书舍人。开成三年（838年）十月初九，以中书舍人李景让为华州刺史、潼关防御使、镇国军使。开成四年（839年），入朝为礼部侍郎。出任虢州刺史。李景让喜欢勉励士人，提拔孤立无援者，开成五年（840年），选贡士李蔚，后至宰相；杨知退为尚书。
李景让的母亲郑氏，性格严厉，很早守寡，家境贫困，居住在洛阳。几个儿子年幼，由郑氏亲自教育。李景让家宅后墙因为下雨而陷塌，得到的钱能装满一船，奴婢们欢喜奔告，郑氏赶来，烧香祷告：“没有劳动而获利，是自身的灾祸。上天必定是因为我的亡夫积下了功德，怜悯我家困而赐给钱财，但愿几个孩子将来学问有成，这才是我丈夫的志向，这些份外之钱我不敢取！”命人将钱掩埋于原处，重新修筑好墙壁。李景让和弟弟李景温、李景庄，都中进士及第，李景让头发都已斑白，在家小有过错，仍不免遭母亲的捶打。李景庄多年入贡院参加科举，每次考不上，郑氏就要鞭挞李景让。但是，李景让没有向主考官打通关节。过了很久，宰相对知贡举的主司说：“他哥哥每年都要受鞭挞，李景庄今年科举不能不予录取。”于是李景庄得以进士及第。
会昌六年（846年），唐宣宗任命右散骑常侍李景让为浙西观察使。母亲问他动身之日，李景让轻率地说：“已经定了。”郑氏说：“如果这样，我正有事，未及和你一起走。”生气没有告诉他日子。还说：“你当了大官，还用带着母亲吗？”李景让一再请罪，才被原谅。在浙西，部下左都押牙违背李景让的意旨，李景让举杖将他打死，军中马上将发生变乱。郑氏得知后，出来坐于厅堂，让正在官厅办理公事的李景让站在庭院中，愤怒责备他：“天子交给你镇守一方的重任，国家刑法，岂能由你发泄个人喜怒，随意杀无罪的人！万一造成一方不宁，岂只上负天子，就是我这个老母也要含羞而死，有什么脸面见你的先父！”说完命令左右家人剥下李景让的衣服，坐于庭中，要鞭打李景让的后背。将佐们都为李景让求情，哭泣拜谢，郑氏才将李景让释放，于是军中安定下来。
大中年间，入为尚书左丞。蒋伸坐在宴会上，斟酒对客人说：“孝家、忠国之人饮这杯酒。”客人都肃然沉默，李景让一饮而尽。蒋伸说：“没有人比李公更合适了。”他的好友苏涤、裴夷直都被李宗闵、杨嗣复所提拔，李景让在会昌年间李党主政时，被压抑得不到提拔。大中五年（851年）五月，吐蕃论恐热来到长安朝见唐宣宗，派遣李景让到礼宾院问论恐热有什么要求。论恐热趾高气扬，出言不逊，请求唐宣宗任命他为河渭节度使；唐宣宗没有允许，稍事慰劳，赐给一些东西后即让他回去。后拜天平节度使，转任襄州刺史、山南东道节度使，封酒泉县男。
大中八年（854年）三月，以山南东道节度使、检校户部尚书、襄州刺史、上柱国、酒泉县开国子、食邑三百户李景让为吏部尚书。唐宣宗与兄长唐穆宗有旧怨，大中十年（856年）吏部尚书李景让上言：“穆宗是陛下的兄长。敬宗、文宗、武宗是陛下兄长的儿子，陛下敬拜兄长还可，怎可敬拜自己的侄子！为让陛下不必亲拜七庙，应将穆宗、敬宗、文宗、武宗四位神主移出太庙，而将唐代宗以下各宗移入太庙。”唐宣宗命百官讨论，众口不一，无法裁决，最后不了了之，时人对李景让逢迎宣宗的作法表示鄙薄。
大中十一年（857年）正月，以银青光禄大夫、守吏部尚书、上柱国、酒泉县开国男、食邑三百户李景让为御史大夫，刚一上任，劾奏罢免侍御史孙玉汝、监察御史卢栯。唐宣宗之舅郑光去世，诏赠司徒，罢朝三日。李景让说：“国舅虽亲，朝典有规矩，不容许违反。”于是上言：“郑光是陛下亲舅，外族之爱，确使圣心悲痛，况皇太后哀切之时，理应更加优待，而赐给他粟帛，增隆其宅第，使其家成为国家的模范，是适当的。现在以辍朝天数，比于亲王公主，则是前例所无。即使有前例，也不可施用。为什么？先王制礼，就是用来防微。凡人情，对外戚则深，对通宗则薄。于是先王制礼，割舍外戚之爱而厚待宗亲，士庶都是这样，何况万乘之尊！亲王公主是宗属；舅氏是外戚。现在朝廷公卿以至庶人，按照《开元礼》，外祖父母何亲舅丧服，是小功五月，亲伯叔、亲兄弟丧服，是齐縗一周年。就是疏外亲内。有天下之君主，特别不能让外戚强盛。所以西汉有吕氏之放纵，差点灭掉刘氏；本朝有则天之篡，险些革除大唐的天命。都不是一朝一夕，他们的产生都是逐渐的。现在郑光的辍朝日数，与亲王公主相同，假使陛下速改诏命，辍朝一日或两日，表示其升降有别，恩礼没有超过规定，使四方见陛下钦明之德，青史传陛下制度之美，名垂百王，播之芳烈。臣愚蠢不成器，确实希望陛下处于尧、舜之上，伏羲、轩辕之列，所以甘受鼎镬之刑，进此直言！”宣宗优诏回复，于是罢朝两日。
李景让担任御史大夫三个月，蒋伸辅政，李景让德名声在蒋伸之上，唐宣宗选宰相，写下有资格担任的群臣名字，放进器中，在唐宪宗神位前祈祷，投壶决定，李景让的名字没有投中。当时说出任御史大夫百日，有他官为相，叫做辱台。李景让惭愧不能平，见宰相时，自陈政绩优良，被拜为西川节度使。以病请致仕，有人劝他：“李公廉洁没有积蓄，不为几个儿子考虑吗？”李景让笑道：“儿子们难道能饿死吗？”上奏后，就回到东都洛阳。以太子少保分司。李景让清素寡欲，门无杂宾。李琢罢任浙西，因和他住在同里前去拜见，李景让避而不见；李琢离去，命人砍断他上马时踩过的踏脚石。元和之后，有德望的大臣，以居住的里坊为坊望，李景让住在东都乐和里，世称“乐和李公”。去世时，年七十二岁，赠太子太保，谥孝。